# Gregório de Nazianzo, o Velho
Gregório, o Velho ou Gregório de Nazianzo, o Velho foi o bispo de Nazianzo, na província romana de Capadócia. Porém, ele é lembrado principalmente por ter sido o patriarca de uma importante família de membros da igreja.

## Carreira
Um membro dos hipsistarianos, uma peculiar seita judaico-pagã que idolatrava Hipsistos, o Deus "Mais Alto", Gregório foi convencido a se converter ao Cristianismo por sua esposa, Nona, em 325 d.C. Tanto ela quanto Gregório vieram de famílias ricas e ele foi o responsável por financiar a construção da igreja local na região. Em 328 d.C., Gregório foi consagrado bispo de Nazianzo, uma posição que ele manteve até morrer. Durante um tempo, Gregório chegou a patrocinar uma crença ariana da Trindade. Porém, foi por um curto período e ele logo renunciou esta posição.

## Família
Gregório e Nona tiveram três filhos. Uma filha, Santa Gorgonia (ou Gorgonius?) sobreviveu apenas um ano além de seus pais e foi homenageada com uma eulogia por seu irmão como sendo um modelo de esposa cristã. O filho mais novo, Cesário de Nazianzo, estudou em Cesareia e em Alexandria, tornando-se então um médico. Ele trabalhou em Constantinopla como médico da corte para os imperadores Constâncio II e Juliano, o Apóstata até morrer, em 368 d.C. O filho mais velho, também chamado de Gregório (também conhecido como "Gregório, o moço") serviu ao lado pai, primeiro como padre e depois como bispo coadjutor. Gregório, o moço, seguiria até ser patriarca de Constantinopla.